# 歴史群像大賞
歴史群像大賞（れきしぐんぞうたいしょう）は、1994年より募集された学研パブリッシングが発行する『歴史群像』の主催する公募新人文学賞である。「シミュレーション小説」「戦記小説」「歴史小説」「時代小説」の4つの部門でプロ・アマチュアを問わずに作品を募集する。大賞100万円、優秀賞30万円、佳作10万円が贈られる。2013年に新しく創設された「本にしたい大賞」の歴史小説部門に吸収された。

## 受賞作

### 第1回から第10回
- 第1回（1995年）仲路さとる「異戦国志」、鈴木旭「うつけ信長」、加藤真司「古事記が明かす邪馬台国の謎」
  - 優秀賞：中里融司「坂東武陣侠 信長を討て!」
- 第2回（1996年）柏田道夫「桃鬼城伝奇」、森本繁「征西府秘帖―村上義弘と南海水軍王国」
  - 佳作：小林霧野「シャジャラ＝ドゥル―真珠の樹という名の女スルタン」、田中崇博「太平洋の嵐」
  - 奨励賞：天堂晋助「秦始皇帝と暗殺者」、子竜螢「不沈戦艦紀伊」
- 第3回（1997年）瀬川由利「伏竜伝―始皇帝の封印」、笛吹明生「退屈御家人気質―悪人釣り」
  - 佳作：荒川佳夫「翼持つ竜のように」
- 第4回（1998年）富樫倫太郎「修羅の跫」
  - 佳作：柳広司「挙匪（ボクサーズ）」
  - 奨励賞：神谷隆一「ドイツ機動艦隊」
- 第5回（1999年）岩井三四二「簒奪者」
  - 奨励賞：竹中亮「真田大戦記」、中村ケイジ「防衛庁特殊偵察救難隊」、渡辺龍二「帝国「真」戦録インパール1943」
- 第6回（2000年）片桐樹童「古事記呪殺変」
  - 優秀賞：坂上天陽「天翔の謀」、雑賀俊一郎「黒ん棒はんべえ鄭芝龍救出行」
  - 激励賞：如月天音「鬼を見た童子」
- 第7回（2001年）柳蒼二郎「異形の者」
  - 優秀賞：磯部慧「密謀の王宮」、沢田黒蔵「黄金の忍者」
  - 佳作：沢良木和生「町人剣―たかとみ屋晃造」、宇佐美浩然「王道三国志」
  - 奨励賞：津野田幸作「戦国大乱」
- 第8回（2002年）該当作なし
  - 最優秀賞：伊達虔「逃亡者市九郎―異聞〈青の洞門〉」
- 第9回（2003年）該当作なし
  - 最優秀賞：前島不二雄「秘聞　武田山嶽党」
  - 佳作：村田昌士「真田異戦記1 洛中電撃作戦」
  - 佳作：神尾秀「真田弾正忠幸隆」
- 第10回（2004年）平野正和「後三国志―天道の馭者」
  - 優秀賞：菅靖匡「ある一領具足の一生」
  - 奨励賞：尾山晴紀「覇道の城」

### 第11回から第20回
- 第11回（2005年）高妻秀樹「胡蝶の剣」
  - 佳作：伊藤浩士「雉」
  - 奨励賞：鋭電力「空母大戦―第2次日本海大海戦!」
- 第12回（2006年）該当作なし
  - 最優秀賞：仁木英之「碭山の梨」、中村朋臣「北天双星」
  - 奨励賞：武藤大成「撃剣―鞘走り暮鐘」、永松久義「戦国の零」、河丸裕次郎「御坊丸と弥九郎」
- 第13回（2007年）該当作なし
  - 最優秀賞：深水聡之「妖異の棲む城 大和筒井党異聞」、河原谷創次郎「ぼっちゃん 魏将・郝昭の戦い」
  - 佳作：真田左近「蒼空の零 ソロモン征空戦」
  - 奨励賞：天宮謙輔「憂国の海戦譜 真珠湾炎上」
- 第14回（2008年）該当作なし
  - 最優秀賞：水樹ケイ「鋼鉄のワルキューレ ケーニヒスティーガー in WW2東部戦線」
  - 佳作：智本光隆「風花」
  - 奨励賞：小林卿「天佑」
- 第15回（2009年）該当作なし
  - 最優秀賞：神室磐司「斬恨の剣 仇討ち異聞」
  - 優秀賞：甲斐原康「戦塵 北に果つ―土方歳三戊辰戦始末」、古沢英治「十郎太からぶり控 騙り虚無僧」
- 第16回（2010年）該当作なし
  - 最優秀賞：藤村与一郎「鮫巻き直四郎役人狩り」
  - 優秀賞：原田孔平「元禄三春日和 春の館」
  - 佳作：中嶋隆「武士道哀話」、工藤誉「上海脱出命令」
- 第17回（2011年）
  - 最優秀賞：佐藤弘志「鉄竜戦記」
  - 佳作：山田剛「刺客―用心棒日和」
- 第18回（2012年）
  - 優秀賞：谷津矢車「蒲生の記」
  - 佳作：大塚卓嗣「アエティウス　最後のローマ人」、北川真一郎「小説「敦盛」」
- 第19回（2013年）
  - 優秀賞：勢田春介「紀文の料理人」
  - 佳作：簑輪諒「うつろ屋軍師」、大谷春介「真田剣忍帳」
  - 奨励賞：小佐一成「戦略遊撃艦隊出撃ス!」、金子カズミ「深海の尖兵」
- 第20回（2014年）
  - 優秀賞：霧島兵庫「英雄フリードリヒ」
  - 佳作：牧村圭「三宅島遠島始末」